# Sukarno
Sukarno, starým pravopisem Soekarno, rodným jménem Kusno Sosrodihardjo (6. června 1901, Surabaya, Jáva – 21. června 1970, Jakarta) byl zakladatelem a prvním prezidentem Indonésie. Úřad hlavy státu zastával v letech 1945–1966. Sehrál důležitou roli v osvobození indonéského národa z nizozemské koloniální nadvlády. Indonésané ho často nazývají Bung Karno (bratr či soudruh Karno). Od moci byl násilně odstaven roku 1966 generálem Suhartem.

## Život
Vystudoval stavitelství (se zaměřením na stavbu silnic, mostů a přístavů) na vysoké technické škole v Bandungu, absolvoval roku 1926. Již na škole se stal indonéským nacionalistou a odpůrcem nizozemské nadvlády v Nizozemské východní Indii. Nizozemci ho za agitaci odsoudili k dvouletému vězení, později k devítiletému vyhnanství. Pět let pak žil ve městě Ende na ostrově Flores, a čtyři v Bengkulu na Sumatře. Když Indonésii obsadili za druhé světové války Japonci, mohl se Sukarno vrátit na Jávu a byl během japonské okupace politicky činný - de facto kolaboroval s Japonci, ovšem současně využíval situace k přípravě indonéské nezávislosti.
15. srpna 1945 Japonsko podepsalo kapitulaci a dva dny poté Sukarno spolu s Mohammadem Hattou vyhlásil nezávislost Indonésie. Nový stát měl republikánské zřízení a Sukarno byl vzápětí zvolen prvním prezidentem (Hatta prvním viceprezidentem). Nezávislost státu musel Sukarno ovšem obhájit v následné válce s Nizozemci, která vypukla roku 1947, poté, co Holanďané započali tzv. „policejní razii“. Byť byl Sukarno v tomto boji Nizozemci zajat, mezinárodní tlak donutil Nizozemce ho propustit a roku 1949 se na haagské konferenci nároků na indonéské území vzdát.
Již v roce 1945 Sukarno formuloval státní ideologii, kterou nazýval pancasila. Politologové jeho ideologii většinou označovali za směs nacionalismu, marxismu a politického islámu. Zpočátku Sukarno umožňoval soutěž politických stran, avšak roku 1957 vyhlásil přechod k modelu tzv. „řízené demokracie“. V praxi to znamenalo, že šedesát politických stran direktivně sloučil v jedenáct. Na základě tzv. principu gotong royong musely tyto strany povinně harmonicky spolupracovat. Byla zavedena cenzura, protestující byli uvězněni.
V roce 1957 americký prezident Dwight D. Eisenhower pověřil CIA, aby připravila plán svržení Sukarna, který stále více inklinoval ke komunistickému bloku. CIA zahájila propagandistickou kampaň proti Sukarnovi a poté podpořila povstalce na Sumatře a Sulawesi. Do převratu byli také zapojeni letci CIA. Jeden z nich byl sestřelen a byly u něj nalezeny inkriminující dokumenty o jeho misi. Tím bylo zapojení CIA odhaleno.
Brzy se ovšem Indonésie ocitla ve velikých problémech ekonomických (inflace dosáhla 650 procent) i mezinárodněpolitických – Sukarno vystoupil z OSN a zpřetrhal vazby se Západem poté, co Západ umožnil vzniknout Malajsii. Těmito kroky si Sukarno získal mnoho nepřátel na Západě i ve vlastní armádě. 1. října 1965 vypukl záhadný a aneúspěšný komunistický puč. S ním je spjata řada spekulací. Pokus o převrat vedl k vlně masakrů komunistů a sympatizantů levice. A následně umožnil armádě vedené generálem Suhartem převzít moc. V březnu 1966 byl Sukarno donucen podepsat rezignaci (tzv. supersemar, tj. surat perintah sebelas maret – rozkaz z 11. března) a odevzdat Suhartovi moc faktickou, rok poté mu předal i post prezidenta. Sukarno dožil v domácím vězení.
Éra Sukarnovy vlády je v Indonésii někdy nazývána Orde Lama (starý režim), Suhartova pak Orde Baru (nový režim).
Sukarnova dcera Megawati Sukarnoputri byla v letech 2001–2004 prezidentkou Indonésie a dodnes je předsedkyní strany PDI-P.